# Norman Boyd Kinnear
Norman Boyd Kinnear (Edinburgh in Verenigd Koninkrijk, 11 augustus 1882 – Wimbleton (Groot-Londen), 11 augustus 1957) was een Schotse dierkundige en ornitholoog.

## Biografie
Norman Boyd kwam uit een bemiddeld gezin uit Edinburgh. Hij studeerde aan de Edinburgh Academy en later aan het Trinity College, in Glenalmond daarna werkte hij korte tijd op een landgoed en tussen 1905 en 1907  als vrijwilliger aan het Royal Scottish Museum waar hij William Eagle Clarke ontmoette. Samen met Clarke maakte hij reizen om vogels te verzamelen rond Fair Isle en Groenland. 
Op aanbeveling van Clarke ging hij naar Brits-Indië waar hij conservator werd aan het museum van de Bombay Natural History Society. Hij hield deze betrekking tot 1919, hoewel hij tijdens de Eerste Wereldoorlog ook kortstondig als vrijwilliger in het leger in Bombay dienst deed. Hij organiseerde de collectie zoogdieren en hij schreef in die periode een boekje over de fauna van Mesopotamië.
In 1820 keerde hij terug naar Groot-Brittannië en werd assistent op de afdeling dierkunde van het Natural History Museum in Londen. In 1945 werd hij hoofdconservator van de dierkundige afdeling. Toen hij 65 jaar werd, ook in die tijd de leeftijd waarop men met pensioen ging, besloot de raad van bestuur hem te benoemen tot museumdirecteur. In 1948 werd hij ridder in de Orde van het Bad. Hij ging op 30 april 1950 met pensioen en overleed in 1957 op zijn 75-ste verjaardag.

## Werk en nalatenschap
Kinnear was tussen 1925 en 1930 redacteur van het Bulletin of the British Ornithologists' Club en tussen 1943 en 1948 voorzitter van de British Ornithologists' Union. Hij was nauw betrokken bij de totstandkoming van de Britse vogelbeschermingswet van 1954 en was lid (fellow) van diverse wetenschappelijke verenigingen zoals de Linnean Society of London. Verder bleef hij betrokken bij het dierkundig onderzoek in Brits-Indië en schreef daarover artikelen in het blad van de Bombay Natural History Society en redigeerde een boek over de vogels van India. 
Hij beschreef vier nieuwe vogelsoorten waaronder Bakers muskaatduif (Ducula bakeri) en daarnaast meer dan 50 ondersoorten. De bleekkeelsluiptimalia (Spelaeornis kinneari) is als eerbetoon naar hem vernoemd.
- International Standard Name Identifier: 0000 0000 6780 4522
- Library of Congress Control Number: no96050402
- Nederlandse Thesaurus van Auteursnamen: 24322771X
- SNAC: w62q097j
- Système universitaire de documentation: 123484367
- Virtual International Authority File: 61141614
- WorldCat: E39PBJhRyRCtyPD44pmWfgRqcP